# Tiago de Melo Marinho
Pour les articles homonymes, voir Tiago.
Tiago de Melo Marinho, né le 9 mars 1981 à São Paulo, est un joueur international de futsal brésilien évoluant au poste de gardien de but.
Passé par divers clubs brésiliens, Tiago est élu meilleur gardien de l'année au monde en 2007 lors des Prix FutsalPlanet. L'année suivante, il est sacré champion du monde avec la Seleçao et élu meilleur gardien de la compétition. En 2012, Tiago obtient un second sacre mondial.

## Biographie

### En club
Originaire du Rio Grande do Norte, Tiago de Melo Marinho se révèle dans les catégories jeunes de la section futsal des Corinthians.
Deux décennies après l'avoir quitté, Tiago de Melo Marinho revient au Parque São Jorge des Corinthians, signant avec le Timão pour la saison 2019. Fin août, Tiago et les Corinthians s'inclinent aux tirs au but (4-2 tab 4-2) contre Magnus en demi-finale de la Coupe intercontinentale de futsal.
En octobre 2020, le portier rejoint le double champion du Brésil en titre, Pato Futsal.
Pour la saison 2021, Tiago s'engage avec Atlântico.

### En équipe nationale
Durant la Coupe du monde 2008, Tiago débute toutes les rencontres comme titulaire, à l'exception du dernier match de poule contre Cuba. En finale de contre l'Espagne, Tiago est remplacé au terme de la prolongation par Franklin pour la séance de tirs au but. Ce dernier repousse deux tentatives espagnoles et permet au Brésil de retrouver son titre de champion du monde. Tiago est élu troisième meilleur joueur de la compétition et meilleur gardien de but.

## Style de jeu
Dans le Rapport technique et statistiques de la Coupe du monde de futsal de 2008, Tiago est décrit comme un « gardien agile doté d’un bon placement et de bons réflexes ; excellente distribution à la main comme au pied ».

## Statistiques
Le gardien défend les couleurs de Palmeiras, GM, Ulbra, Barueri, John Deere/Horizontina, Malwee/Jaraguá, Gazprom-Ugra, São José, Krona/Joinville, Magnus/Sorocaba et Corinthians, avant d'arriver à Pato Futsal en 2020.
| Saison                | Club                  | Championnat           | Championnat | Championnat | Coupe(s) nationale(s) | Coupe(s) nationale(s) | Total | Total |
| Saison                | Club                  | Division              | M.          | B.          | M.                    | B.                    | M.    | B.    |
| 2016                  | Magnus                | LNF                   | 25          | 3           | -                     | -                     | 25    | 3     |
| 2017                  | Magnus                | LNF                   | 20          | 3           | -                     | -                     | 20    | 3     |
| 2018                  | Magnus                | LNF                   | 22          | 2           | -                     | -                     | 22    | 2     |
| Sous-total            | Sous-total            | Sous-total            | 67+         | 8+          | -                     | -                     | 67    | 8     |
| 2019                  | Corinthians           | LNF                   | 17          | 1           | -                     | -                     | 17    | 1     |
| 2020                  | Pato Futsal           | ?                     | -           | -           | -                     | -                     | 0     | 0     |
| 2021                  | Atlântico             | LNF                   | 17          | -           | -                     | -                     | 17    | 0     |
| 2022                  | Jaraguá               | LNF                   | 26          | 1           | -                     | -                     | 26    | 1     |
| 2023                  | Jaraguá               | LNF                   | 13          | -           | -                     | -                     | 13    | 0     |
| Sous-total            | Sous-total            | Sous-total            | 39          | 1           | -                     | -                     | 39    | 1     |
| Total sur la carrière | Total sur la carrière | Total sur la carrière | 140         | 10          | -                     | -                     | 140   | 10    |

## Palmarès
Tiago est l'un des gardiens les plus titrés du futsal brésilien.

### En équipe nationale
Avec l'équipe brésilienne de futsal, Tiago est champion du monde en 2008 et 2012. Il remporte aussi six fois le Grand Prix (2005, 2006, 2007, 2008, 2009 et 2011), ainsi que la Copa América 2008 et les Jeux panaméricains de 2007,.
- Coupe du monde FIFA (2)
  - Champion : 2008 et 2012

- Grand Prix de futsal (6)
  - Vainqueur : 2005, 2006, 2007, 2008, 2009 et 2011
  - Finaliste : 2010

- Copa América (10)
  - Vainqueur : 2008

### En club
- Coupe Intercontinentale (3)
  - Vainqueur : 2001 (Ulbra), 2016, 2018 (Sorocaba)[5]
- Copa Libertadores (5)
  - Vainqueur : 2006, 2007, 2008, 2009 (Jaraguá) et  2015 (Sorocaba)[5]
- Championnat du Brésil (5)
  - Champion : 2002 (Ulbra), 2007, 2008, 2010 (Jaraguá) et 2014 (Sorocaba)[5]
- Coupe du Brésil (2)
  - Vainqueur : 2007, 2008 (Jaraguá)
- Coupe du Brésil (1)
  - Vainqueur : 2019 (Corinthians)
- Supercoupe du Brésil (2)
  - Vainqueur : 2018 (Sorocaba) et 2019 (Corinthians)

### Récompenses individuelles
En 2007, Tiago de Melo Marinho est élu meilleur gardien de but de l'année lors des Prix FutsalPlanet.
Au terme de la Coupe du monde 2008, Tiago est nommé pour le Adidas Golden Ball Award (Prix du ballon d'or Adidas), récompensant le meilleur joueur de la compétition et décerné par les médias suivants la compétition. Tiago termine troisième, derrière ses coéquipiers Schumacher et Falcao. Il reçoit aussi le Adidas Golden Glove (Gant d'or Adidas), décerné au gardien de but le plus remarquable par le Groupe d'étude technique de la FIFA. Tiago est logiquement le gardien de but de l'équipe-type du tournoi.